# Adad-nirari I

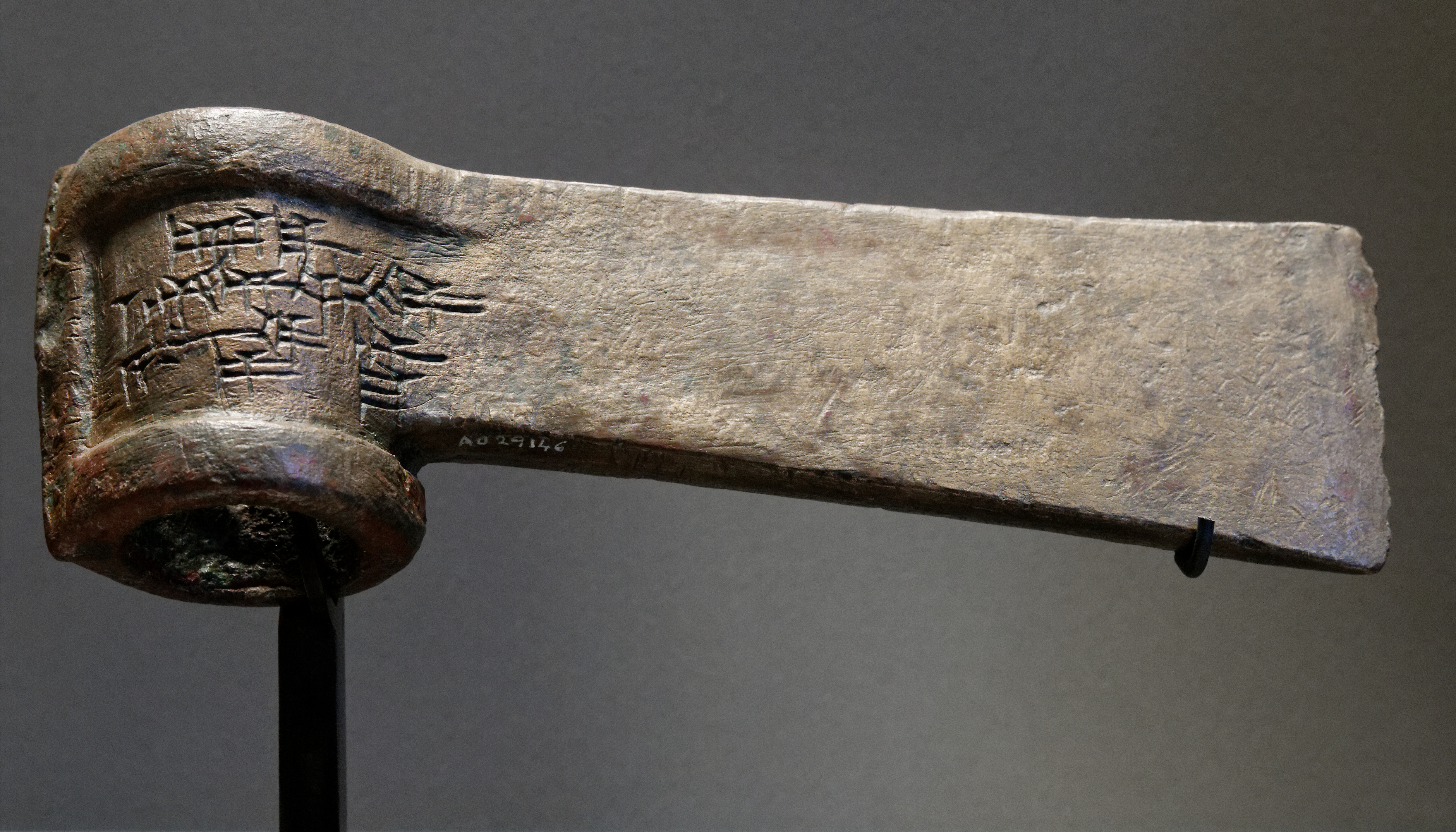
Ostrze siekiery z brązu z umieszczoną na nim inskrypcją wymieniającą imię Adad-nirari I; zbiory Luwru (AO 29146)

Adad-nirari I (sum. diškur.érin.táh; akad. Adad-nārārī, tłum. „bóg Adad jest moją pomocą”) – władca Asyrii, syn lub brat Arik-den-ili, według Asyryjskiej listy królów panować miał przez 32 lata. Jego rządy datowane są na lata 1305-1274 r. p.n.e.

## Konflikt zBabilonią
Adad-nirari I rozszerzał jeszcze bardziej wpływy Asyrii w południowej Mezopotamii. Korzystając z osłabienia Babilonii uwikłanej w konflikt z Elamem, zdobył on dwie ważne twierdze huryckie: Nuzi i Arraphę. Udało mu się też odnieść zwycięstwo nad kasyckim królem Babilonii Nazi-Maruttaszem, zmuszając go do zawarcia korzystnego dla Asyrii sojuszu. Do bitwy doszło pod Kār-Ištar w Ugarsallu.

## Konflikt zMitanni
Adad-nirari I kontynuował podboje swoich poprzedników w Syrii. Udało mu się pokonać i zamienić w wasala Szattuarę I - władcę Mitanni (w źródłach asyryjskich Mitanni występuje pod nazwą Hanigalbat). Stolica Mitanni Waszuganni (dokładna lokalizacja wciąż nieznana) została zdobyta i splądrowana. Kiedy syn Szattuary I Wasaszatta wzniecił powstanie antyasyryjskie, Mitanni ponownie splądrowano, a on sam jako jeniec zabrany został do Aszur.
W ten sposób Adadnirari przesunął zachodnie granice Asyrii aż do miasta Karkemisz nad Eufratem, dzięki czemu jego państwo uzyskało kontrolę nad większością szlaków handlowych biegnących przez północną Mezopotamię. Hetyci, zbyt osłabieni po bitwie pod Kadesz, nie próbowali interweniować.

## Relacje zimperium hetyckim
Hanigalbat będący państwem zależnym od Hetytów stał się za panowania Adad-nirariego I celem ekspansji militarnej Asyrii. Wspieranie Muwatalisa w jego zmaganiach z faraonem Ramzesem II w Syrii (zwłaszcza w bitwie pod Kadesz) doprowadziło  do osłabienia huryckiego księstwa. Adad-nirari I wykorzystał dogodny moment po bitwie atakując Hanigalbat oraz anektując część jego terytorium. Te osiągnięcia skłoniły asyryjskiego władcę do napisania pozbawionego taktu listu, w którym żądał nadania mu statusu Wielkiego Króla (czyli uznania Asyrii za mocarstwo równe Hetytom czy Egiptowi) oraz „braterstwo”, jak w tym okresie nazywano sojusz. Odmowa hetyckiego władcy równoznaczne będzie z podjęciem przez Asyryjczyków działań wojennych w Syrii. Muwatalis odpowiedział dość stanowczym listem Adad-nirariemu I:
Chełpisz się swoim zwycięstwem nad Wasaszattą i krainą Hurytów. Prawda, że podbiłeś ją siłą. Pokonałeś mojego [sojusznika] i stałeś się Wielkim Królem. Ale co masz na myśli, mówiąc o braterstwie? (...) Czyżby zrodziła nas ta sama matka? (Przeciwnie), skoro mój ojciec i dziad nie mieli zwyczaju pisywać do króla Asyrii o braterstwie, tak więc i ty przestań pisać do mnie o [nim] i byciu Wielkim Królem. Nie życzę sobie tego!

## Budowle wzniesione/odrestaurowane przez Adad-nirari I
- przebudowa i rozbudowa starego pałacu królewskiego w mieście Aszur
- odbudowa świątyni boga Aszura w mieście Aszur
- wzniesienie co najmniej trzech steli granicznych kudurru[4]